# Juncus littoralis
Juncus littoralis là một loài thực vật có hoa trong họ Juncaceae. Loài này được C.A.Mey. mô tả khoa học đầu tiên năm 1831.